# چریک شهری

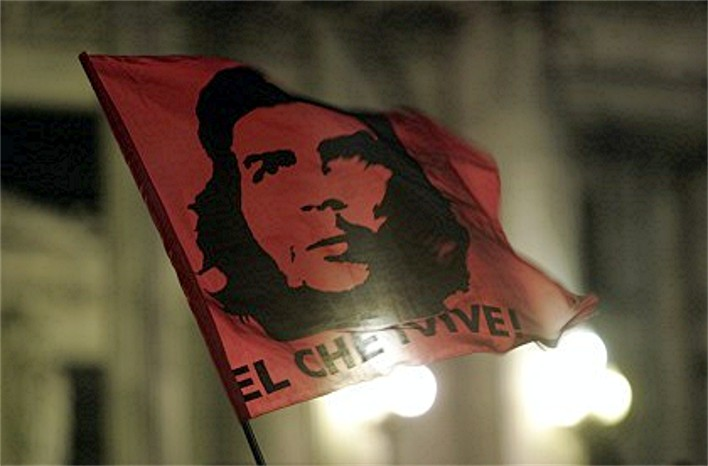
تصویری از ارنستو چه گوارا نخستین چریک شهری بر روی یک پرچم با نوشته «چه زنده است!»

چریک شهری چریک شهری کسی است که با یک دولت معمولاً توتالیتاریسم با استفاده از جنگ‌افزارهای براندازی یا تروریسم داخلی در محیط شهری می‌جنگد.

## پیشینه و نظریات
پدیده چریک‌های شهری اساساً در منطقه شهری صنعتی بروز می‌کند که چون کلان‌شهرهای بزرگ مخفیگاه‌ها و پناهگاه‌ها به راحتی پیدا می‌شوند و هم بر اساس نظریه ازخودبیگانگی وعدم شناخت متناسب با جامعه مدرن، تکیه می‌کند. (در جوامع شهری شناخت افراد از یکدیگر کم‌تر است نسبت به محیط روستایی که همه افراد یک دیگر را می‌شناسند)
مایکل کولینز، فرمانده ارتش جمهوری‌خواه ایرلند (۱۹۲۲–۱۹۱۹) اغلب پدر جنگ‌های چریکی مدرن شهری نیز شناخته می‌شود. در آوریل ۱۹۱۹ یک واحد ترور نخبگان، معروف به گروهان یا دوازده حواریون، در دوبلین ایجاد کرد. این واحد وظیفه شکار و اعدام عوامل اطلاعاتی بریتانیا در شهر را بر عهده داشت. آن‌ها را می‌توان یکی از نخستین واحدهای چریکی واقعی شهری دانست.
از لحاظ تاریخی جنگ چریکی یک پدیده روستایی بود و تا دهه ۱۹۶۰ محدودیت‌های این شکل به وضوح نشان داده نشد. این تکنیک وقتی در خارج از محیط استعماری مورد استفاده قرار می‌گیرد تقریباً کاملاً بی اثر بودند، همان‌طور که در تلاش‌های تحت حمایت کوبا در آمریکای لاتین در دهه ۱۹۶۰ نشان داده شد و در کمپین کانونی به رهبری چه گوارا در بولیوی به پایان رسید که به مرگ او ختم شد.
شکست شورش‌های روستایی، افراد ناراضی را مجبور به یافتن راهکارهای جدیدی برای اقدام، تروریسم عمدتاً تصادفی با هدف ایجاد حداکثر تبلیغات، تحریک رژیم‌های مورد هدف در سرکوب بیش از حد و در نتیجه تحریک عموم مردم به پیوستن به یک مبارزه انقلابی وسیع تر کرد. این جنبش مربی خود را در رهبر کارساز، کارلوس ماریگلا پیدا کرد. قبل از مرگش در سال ۱۹۶۹، او کتابچه راهنمای چریک‌های شهری را نوشت که در بین جدل‌ها، توصیه‌های روشنی در مورد استراتژی جنگ شهری می‌داد و به سرعت در سراسر جهان مورد پذیرفته قرار گرفت.